# Umberto Cosmo
Umberto Cosmo, född 5 juni 1868 i Vittorio Veneto, död 18 november 1944 i Corio, var en italiensk litteraturkritiker och lärare i litteraturvetenskap. Han undervisade på olika gymnasier i Turin. Då Cosmo var antifascist, tvingades han att sluta som lärare då Mussolini kom till makten. Cosmo skrev flera verk om Dante, bland annat Vita di Dante (1930) och L'ultima ascesa (1936).